# Spyro 2: Ripto’s Rage!
Spyro 2: Ripto’s Rage! – druga części serii komputerowych gier platformowych Spyro. Gra została wyprodukowana przez Insomniac Games i wydana przez SCEA na konsolę PlayStation. Premiera produkcji w Europie odbyła się 5 listopada 1999 roku pod tytułem Spyro The Dragon 2: Gateway to Glimmer. W Stanach Zjednoczonych gra została wydana pod tytułem Spyro 2: Ripto’s Rage!, a w Japonii jako Spyro X Sparx Tondemo Tours.

## Fabuła
Spyro i Sparx po unicestwieniu Gnasty’ego gnorka pragną odpocząć od trudu, z którym musieli się mierzyć w ostatnim czasie i spędzić wymarzone wakacje z dala od problemów. Niestety w krainie smoków pada deszcz. Jednak bohaterowie znajdują portal i dzięki niemu mieli się przenieść do parku rozrywki – „Dragon Shores”. W tym samym czasie w innym świecie Profesor, Elora, Hunter i Zoe próbują ściągnąć smoka, który mógłby im pomóc w pokonaniu Ripto, tyrana którego Hunter przez swoją głupotę wciągną przez portal razem ze sługami Ripta, czyli Crushem i Gulpem. Na nieszczęście ściągają Spyro i Sparxa. Kiedy Spyro zamierzał wrócić do domu, Ripto i jego słudzy niszczą portal powrotny. Spyro postanawia pomóc nowym przyjaciołom w walce z tyranem.